# Toter Mann (Pfälzerwald)
Der Tote Mann ist ein 420,7 m ü. NHN hoher Berg im Pfälzerwald im Landkreis Bad Dürkheim.

## Lage und Umgebung
Der Tote Mann liegt östlich von Höningen und ist mit Mischwald besetzt. Er steht in Weisenheimer Gemarkung, dem sogenannten Ganerbenwald. Nachbarberge sind der Mittelberg (396 m ü. NHN) und der Grähberg (480 m ü. NHN). Südlich streift die Straße von Höningen nach Leistadt (L518) den Berg. Über den Berg führt der Fernwanderweg Saar-Rhein-Main. Er entspricht ungefähr der Wegeführung einer Altstraße, die von Höningen zur „Roten Hohl“ verläuft.
Auf dem Gipfel steht ein Kreuz, eine einfache Konstruktion aus Stein, Holz und Stahl, auf dessen Spitze ein Totenschädel montiert ist.

## Namensherkunft und Geschichte
Ursprünglich hieß der Berg „Spießberg“. Seinen heutigen Namen verdankt er zwei tragischen Ereignissen. Im Jahr 1617 wurde „eine tote Mannsperson“ auf dem Weg gefunden und der Ganerbenförster befahl, die Leiche an Ort und Stelle zu begraben. Im Jahr 1787 wurde unterhalb des Berges, im Langental (Wüstung Zwingweiler), „Ein dodter mann gefunden worden und liegt würklich noch auf dem blaz“. Eine Administration begutachtete die Leiche und stellte einen Schlaganfall als Todesursache fest. Der Tote war ein Schäfer namens Christoph Vollmar aus Carlsberg.
Im Volksmund wohl schon lange so genannt, weisen bayrische Karten aus der Zeit nach 1830 den Berg endgültig als „Toter Mann“ aus.